# Geschiedenis van Eindhoven
De geschiedenis van Eindhoven gaat over de algemene geschiedenis van de Nederlandse stad Eindhoven en het erfgoed van het voor de geschiedenis van de stad belangrijke bedrijf Philips.
Eindhoven is een stad die het centrum vormt van de gemeente Eindhoven. Het betreft een klein oppervlak, vanouds gelegen binnen de oorspronkelijke omwalling: Emmasingel, Keizersgracht, Wal en Vestdijk. Ook het gebied tussen de Kleine Berg en de Grote Berg, dat oorspronkelijk buiten de omwalling lag, behoorde tot de stad Eindhoven. Thans valt het gebied onder stadsdeel centrum. De grens van de (binnen)stad is moeilijk vast te stellen, aangezien het binnenstadsgebied geleidelijk vastgebouwd is aan de oorspronkelijke randgemeenten. Bombardementen tijdens de Tweede Wereldoorlog en latere verkeersingrepen hebben de structuur verder verstoord. Het gebied binnen de rondweg, een nog veel groter gebied, wordt ook wel met (binnen)stad aangeduid.

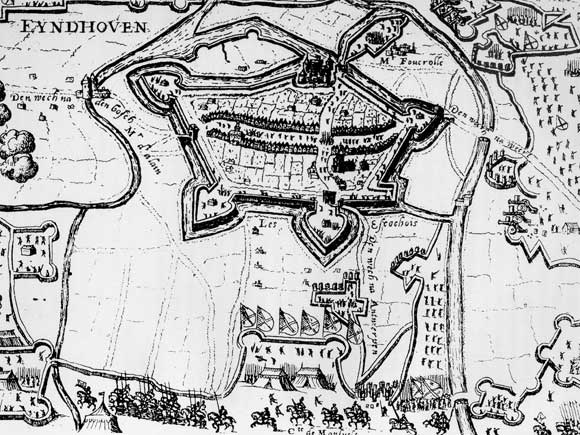
Eindhoven rond 1500

## Eindhoven tot 1232
Eindhoven ontstond op een hoger gelegen terrein tussen de riviertjes de Dommel en de Gender. Daarnaast stroomde vroeger nog de Laak vanuit het oosten de Dommel in, terwijl stroomopwaarts, binnen het huidige stadsgebied, de Tongelreep in de Dommel stroomt.
Er zijn in de omgeving van Eindhoven weliswaar veel archeologische voorwerpen opgegraven uit de steentijd, de bronstijd en de Romeinse tijd, maar permanente bewoning trad waarschijnlijk pas sinds de 8e eeuw op. Geleidelijk ontstond een knooppunt van wegen dat zowel militair als economisch van belang was. Hoewel in oudere geschiedschrijvingen, zoals die van Tops en Verschueren (1946) nog wordt uitgegaan van het bestaan van een kleine, versterkte stad vóór 1232, zijn daar geen archeologische aanwijzingen voor, zodat men tegenwoordig aanneemt dat de stad gesticht werd en daarna in korte tijd werd gebouwd. Het regelmatige stratenpatroon, dat nog voor een belangrijk deel intact is, getuigt hiervan. Eindhoven moet dan ook gezien worden als een gestichte (en niet geleidelijk gegroeide) nederzetting binnen de stedenpolitiek van Hertog Hendrik I van Brabant die ertoe diende om de hertogelijke macht in dit pas omstreeks 1203 verworven randgebied te bevestigen en de handel te bevorderen. Eindhoven lag immers op het knooppunt van belangrijke handelswegen: van 's-Hertogenbosch naar Luik en van Antwerpen naar Duitsland. Vermoedelijk wilde de hertog ook de textielnijverheid bevorderen door de stichting van markten en overige bedrijvigheid. Een probleem bij de studie van het ontstaan van Eindhoven is het vrijwel ontbreken van geschreven bronnen, daar die bij een stadsbrand in 1486 verloren zijn gegaan.

## Vanaf 1232 tot 1648
Eindhoven kreeg al in 1232 vrijheidsrechten en marktrecht van hertog Hendrik I van Brabant. Dit betekent dat er toen al een stad moet zijn geweest. Omstreeks deze tijd werd in de Kempen een netwerk van steden opgezet, met het doel om het gebied economisch te ontwikkelen.

### De kerk
De kerk, gewijd aan Catharina van Alexandrië, bestond reeds in de 12e eeuw, maar ze werd pas in 1340 voor het eerst genoemd. Dit was een dochterkerk van de dekenale Sint-Petruskerk te Woensel. Deze kerk werd in 1399 verheven tot kapittelkerk. Daarnaast kende ze een beeld van Maria Presentatie, dat doel was van bedevaarten.
De kerk werd in brand gestoken door de Geldersen in 1486. Na de herstelwerkzaamheden, die zich voortsleepten van 1489-1515, waaide in 1526 de toren om, terwijl in 1543 de stad en de kerk werden geplunderd door Maarten van Rossum. In 1554 was er opnieuw een stadsbrand waarbij de kerk grote schade opliep. Het beeld van de Maria Presentatie werd in 1566 tijdens de Beeldenstorm vernield, doch daarna weer hersteld. In 1648 werd de kerk onttrokken aan de katholieke eredienst en het werd in dat jaar, nadat beelden waren verwijderd en het interieur was gewit, een protestantse kerk. Toen de Fransen kwamen werd de kerk achtereenvolgens rechtszaal, paardenstal en bakkerij, woonhuis en militair magazijn.
In 1798 kregen de katholieken hun kerk terug, die in 1810 opnieuw werd ingewijd. In 1836 kwam ook de toren in bezit van de parochie. De kerk werd echter te klein bevonden, en men besloot een nieuwe te bouwen, waartoe in 1859 een noodkerk in gebruik werd genomen. Bij de sloop van de oude kerk hield men nauwelijks rekening met het verleden. In 1861 werd de eerste steen van de nieuwe kerk gelegd, en in 1867 werd ze in gebruik genomen. Dit betrof de huidige neogotische Sint-Catharinakerk. Deze werd ontworpen door Pierre Cuypers en valt op door een koor naar het westen. Tussen 2004 en 2006 werd het koor van de middeleeuwse St.-Catharinakerk met de daarin en eromheen begraven stoffelijke overblijfselen, opgegraven onder leiding van de Eindhovense stadsarcheoloog Nico Arts.

### De heerlijkheid

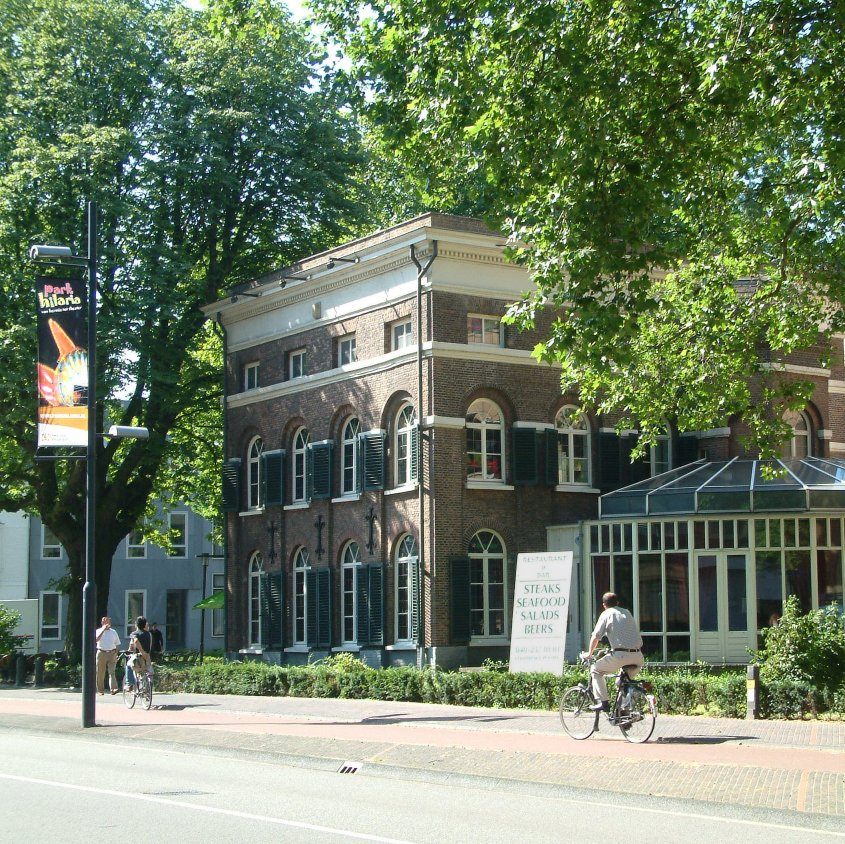
Villa Ravensdonck anno 2008

Omstreeks 1100 bestond in de buurt van het latere Eindhoven een motteburcht, die ook zetel werd van de heren van Eindhoven. Dit kasteel werd Die Hage genoemd.

#### Geslacht Van Cranendonck
In 1232 was Eindhoven nog in het bezit van hertog Hendrik II van Brabant, maar de heerlijkheid Eindhoven werd vermoedelijk in 1282 uitgegeven aan Willem, heer van Cranendonck. Toen ontstond ook het stadszegel met de drie hoorns, dat verwijst naar het geslacht Cranendonck en dat nog altijd het stadswapen siert.
In 1388 wordt Willem van Milberg als heer van Eindhoven genoemd. Deze versterkte de omwalling en stichtte het kapittel.

#### Geslacht Van Schoonvorst
Van 1412-1434 trad Jan van Schoonvorst als heer van Eindhoven op. Hij was tevens burggraaf van Montjoie (Monschau), en heer van Cranendonck en Diepenbeek. Deze richtte in 1419 de gilden op en liet in 1420 een nieuw kasteel bouwen, het Kasteel van Eindhoven, op de plaats waar nu Villa Ravensdonck staat. Bij het oude kasteel verrees klooster Mariënhage, dat ook tegenwoordig nog bestaat. Het nieuwe kasteel lag binnen de stadsomwalling en maakte deel uit van de verdediging van de stad. De wallen omsloten de huidige kleine binnenstad en de straatnamen Emmasingel, Vestdijk en Wal herinneren nog aan hun aanwezigheid. De stadsomwalling heeft in totaal vijf poorten gehad, waaronder de Stratumse, Gestelse en Woenselse Poort. De stad was overigens maar klein: een hoofdstraat en een paar zijstraten.
Na de dood van Jan van Schoonvorst in 1434 werd Jacob, heer van Gaasbeek, beleend met Eindhoven, maar na de nodige juridische verwikkelingen kwam de heerlijkheid in 1450 aan Jan van Bensdorf, heer van Sevenborne. In 1460 kwam de heerlijkheid in handen van Maria van Schoonvorst, die haar overdroeg aan Jacob I van Horne, die ook graaf van Horn was. Vervolgens werd in 1470 Jacob II van Horne heer van Eindhoven. 

#### Geslachten Van Egmont en Oranje-Nassau
Al na betrekkelijk korte tijd werd de heerlijkheid verkocht ten behoeve van Frederik van Egmont (1483). Na diens dood in 1521 werd hij opgevolgd door zijn zoon Floris van Egmont. In 1486 vond in Eindhoven een grote stadsbrand plaats. In 1539 volgde Maximiliaan van Egmont hem op. In 1548 werd hij opgevolgd door zijn dochter, Anna van Egmont, die gravin van Buren was. Zij trouwde in 1551 met Willem van Oranje. Hun zoon was Filips Willem, die in 1558 na het overlijden van zijn moeder heer van Eindhoven werd. Sedertdien is de heerlijkheid altijd in bezit van het huis Nassau gebleven.
De vestingwallen deden dienst tijdens de invallen van de Geldersen, zoals in 1397, toen deze het beleg van de Geldersen weerstonden. In 1583 werd de omwalling afgebroken op last van de hertog van Parma.

Het kasteel raakte later in verval en in 1676 werden de laatste bovengrondse resten ervan gesloopt. De fundamenten van dit kasteel zijn nog aanwezig onder Villa Ravensdonck. Naar de inhoud van de slotgracht is omstreeks 2002 archeologisch onderzoek verricht.

### Oorlogsgeweld

#### Gelderse Oorlogen
Tegen het einde van de 15e eeuw vonden er diverse gewelddadigheden plaats die een gevolg waren van de internationale politiek. Zo bevonden zich troepen van Maximiliaan van Oostenrijk in de regio, die zich zodanig misdroegen dat de bevolking hiertegen ten strijde trok, waarbij 250 burgers sneuvelden. Door diplomatie kwam een eind aan dit treffen.
In 1486 vielen de Arenbergers, die bondgenoten van Gelre waren, de stad aan en staken deze in brand; er bleven niet meer dan zes huizen (op de Grote Berg) gespaard. In 1493 kwam opnieuw een bende Gelderse ruiters voorbij, die nu echter naar Hamont trok. In 1505 kwamen de Geldersen opnieuw, evenals in 1508. De stad Eindhoven werd gespaard omdat deze goed verdedigd was. De dorpen in de omgeving werden echter bij herhaling verwoest. In 1528 werd een grote slag tegen de Geldersen geleverd, waarop dezen werden teruggedreven. In 1543 nam Maarten van Rossum de stad in en plunderde deze, om vervolgens ook het kasteel Cranendonck in te nemen. Pas toen versterkingen onder Willem van Oranje naderden, trok hij zich terug.
Vervolgens brak een pestepidemie uit, terwijl in 1543 een stadsbrand uitbrak, die zich ten gevolge van de rieten daken snel uitbreidde en een groot deel van de stad verwoestte. Hierna werden bouwverordeningen opgesteld.

#### Tachtigjarige Oorlog

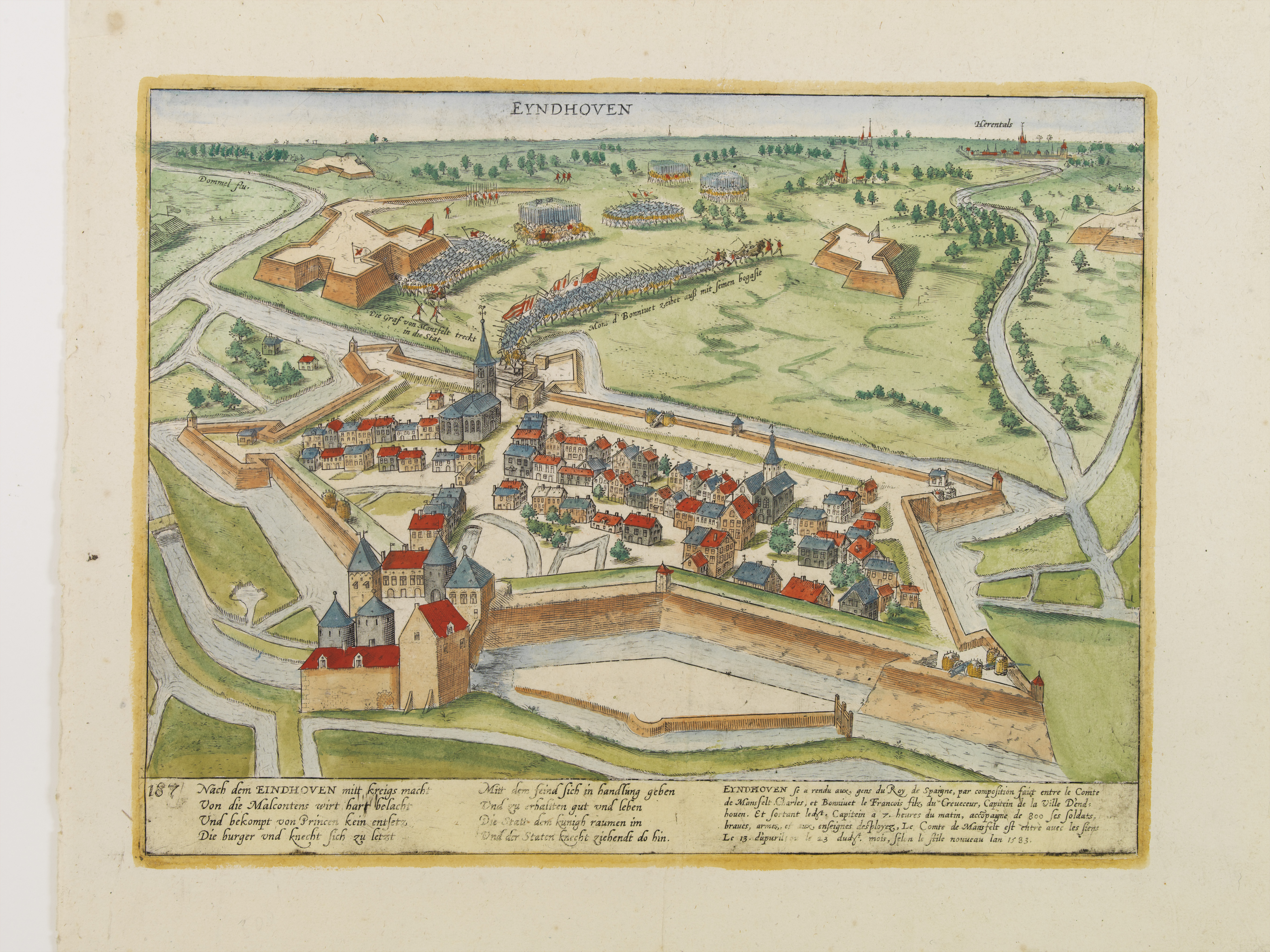
Eindhoven tijdens de Tachtigjarige Oorlog

De Reformatie bracht geleidelijk aan onrust. In het klooster Mariënhage bevonden zich vele 'ketters', die echter vaak getolereerd werden door het stedelijk gezag, maar waar onder keizer Karel V en vooral onder Filips II jacht op werd gemaakt. Daarnaast zaaide het prinsbisdom Luik, dat het Bisdom 's-Hertogenbosch van Franciscus Sonnius niet wilde erkennen, de nodige verdeeldheid. Diverse hooggeplaatsten, waaronder een aantal schepenen en de kapitteldeken, Goyart van den Berge, sympathiseerden met de reformatorische religie en in 1566 werd vanaf de preekstoel tot de beeldenstorm opgeroepen, die prompt werd uitgevoerd. Ondertussen was in 1567 Alva in de Nederlanden gearriveerd om orde op zaken te stellen. Er werd een lijst van 30 namen opgesteld. Dezen werden uit het land verbannen. Filips Willem werd naar Spanje ontvoerd. De instellingen werden gezuiverd en koningsgetrouwen werden aangesteld. Er werden ook koningsgezinde troepen gelegerd, waarvoor men moest betalen en die zich slecht gedroegen.
Ondertussen begonnen ook prinsgezinde troepen het land af te schuimen. Daarnaast bleef in de stad de sympathie voor de Reformatie wijdverbreid. Bisschop Laurentius Metsius beval Requesens, die Alva als landvoogd had vervangen, maatregelen aan om de onrust te keren. Dit hielp echter weinig. Ook de doopsgezinden waren ondertussen actief in de stad. Er werd weinig tegen verricht en de troepen van Willem van Oranje namen in kracht toe. In 1577 namen prinsgezinde troepen de stad in, die werd geplunderd. In 1578 volgde een nieuwe plundering, nu door Spaanse troepen. Ook vond er op de Oirschotse Heide een veldslag plaats, waarbij de prins werd verslagen. Daarna waren de Spaanse troepen weer elders nodig, en er arriveerden Waalse troepen, onder commando van Haultepenne (Claudius van Barlaymont), ter aflossing. Dezen kregen echter te weinig soldij en misdroegen zich. Hierdoor werd de bevolking weer prinsgezind en er werd een complot gesmeed, waarin de heer van Blaarthem een rol speelde. Dit werd echter opgerold.
In 1581 werd Eindhoven ingenomen door Staatse troepen onder leiding van La Guarde. Doch Haultepenne kreeg bevel om de stad te heroveren, en er volgde een beleg waarbij ook Spinola betrokken was. De Staatsen staken Mariënhage in brand. Uiteindelijk werd de stad ingenomen, en de Staatsen kregen vrije aftocht. In 1582 echter, maakten de Staatsen, onder leiding van Kapitein l'Espine, zich door insluiping opnieuw van de stad meester. Nu kregen de Spanjaarden vrije aftocht.
Er was nu niet alleen gebrek aan levensmiddelen, maar bovendien probeerden de Spanjaarden de stad te heroveren. De Staatse bezetting verwoestte de bebouwing vlak buiten de vestinggordel, waaronder de Genneper watermolen. Dit deed men om de belegeraars, onder leiding van de graaf van Mansfeld, zo veel mogelijk hulpgoederen te ontnemen. De Hertog van Anjou, die aan Staatse zijde stond, trachtte de stad te ontzetten. Willem van Oranje had echter onenigheid met deze hertog, want hij vertrouwde hem niet. Hierdoor liep de formatie van de troepen die de stad moesten ontzetten vertraging op. In april 1583 was de stad weer in Spaanse handen, na een beleg van drie maanden. Vervolgens liet Parma de verdedigingswallen slechten. De status van open stad had weliswaar als voordeel dat ze geen belegeringen meer moest doorstaan, maar maakten deze tevens kwetsbaar voor doortrekkende troepen van allerlei slag. De Staatsen bezetten de stad gedurende korte tijd in 1587, maar met name de troepen van Prins Maurits bedreigden de stad meerdere malen. Zij bezetten de stad in 1604 en plunderden het kasteel, om de stad vervolgens weer aan de Spanjaarden te laten.
Het jaar 1609 bracht het Twaalfjarig Bestand, en Filips Willem, heer van Eindhoven, trok in de stad. Er werden wederopbouwplannen ontvouwd en de economie kwam weer langzaam op gang. Doch weldra begonnen de vijandelijkheden weer, vanaf 1622. Hoewel de stad zich onder bescherming van Frederik Hendrik had gesteld, was er tevens een Spaans garnizoen op het kasteel aanwezig.
Hoewel 's-Hertogenbosch in bij het Beleg van 's-Hertogenbosch in 1629 door Frederik Hendrik was ingenomen, bleef de situatie in de Kempen onbeslist. Het gevolg was de doortocht van diverse Spaanse en Staatse troepen, die zich meestal misdroegen. In 1634 waren er weer plannen voor versterking van de stad. In 1643 werd het kasteel van Eindhoven weer door de Spanjaarden bezet. Ook ontstond in dit jaar een brand, die met moeite kon worden bedwongen. In 1646 was het kasteel zover beschadigd dat delen ervan werden afgebroken. Ten slotte werd in 1648 de Vrede van Münster getekend, waarmee het Staatse deel van Brabant een generaliteitsland werd.

### Economie
In 1419 werden gilden in het leven geroepen, waaronder de voorlopers van laken- en linnenindustrie. De vijf gilden betroffen:
- Touwslagers- en schoenmakersgilde
- Smeden en bakkersgilde
- Brouwers- en slagersgilde
- Linnenwevers en -verkopers, en leerlooiersgilde (lievetiers en peltiers)
- Lakenweverij, ververij, volderij, scheerderij en verkoop van laken (drapeniers)

Er brak een bloeiperiode aan met veel handelsverkeer en nijverheid, maar tegen het einde van de 15e eeuw begonnen oorlogshandelingen toe te nemen, eerst met Gelre, daarna de Tachtigjarige Oorlog. Hierdoor trokken vele ambachtslieden naar Goch, Leiden, Amsterdam en Haarlem.

## Van 1648 tot 1814

### Kerk
Op 20 juni 1648 werd de Sint-Catharinakerk aan de katholieke eredienst onttrokken en aan de protestantse gemeente gegeven. Vanaf 1651 konden ambtelijke functies slechts door protestanten worden uitgeoefend. De Stadhouder Johan van Beverwijk was daarin zo streng, dat hij de vijandschap van een ieder op zich laadde. Ook later veroorzaakten dit soort maatregelen tal van bestuurlijke strubbelingen. De katholieken kerkten aanvankelijk bij apotheker Hendrik Gilles en, sedert 1672, in een schuurkerk achter de pastorie. Deze situatie duurde tot 1811, toen de in 1798 aan de katholieken teruggegeven Sint-Catharinakerk zodanig was opgeknapt dat ze weer in gebruik kon worden genomen.

### Oorlogsgeweld
Hoewel er nu vrede was, bleef de regio gevoelig voor troepenbewegingen van allerlei lieden. In 1641 waren het troepen van hertog Karel van Lotharingen, in 1672 kwamen de Franse troepen onder Graaf de Chamelly, die geld en inkwartiering eisten, en van 1688-1697 had de Negenjarige Oorlog plaats, die Franse troepen in de regio bracht. Nieuwe moeilijkheden bracht de Spaanse Successieoorlog in 1702, toen in Valkenswaard Engelse en Staatse ruiters waren gelegerd. Daarna kwam nog de Oostenrijkse Successieoorlog van 1740-1748, toen er diverse troepen in Eindhoven gelegerd waren.

### Patriotten
Aangezien de Generaliteitslanden sterk achtergesteld waren bij de rest van de Republiek der Nederlanden, was daar de Patriottistische beweging sterk vertegenwoordigd.
In Eindhoven was het Jan van Hooff die de leiding van de Patriotten op zich nam. Hij trok met de Franse troepen op nadat de revolutionaire republiek in 1793 de stadhouder de oorlog had verklaard. Van Hooff was in Breda toen een Franse groep vrijwilligers op 6 maart te Eindhoven aankwam, waar de Vrijheidsboom werd geplant. De Fransen werden verdreven door de Oostenrijkse troepen, maar na hun overwinning in de Slag bij Fleurus in 1794 kwamen ze weer, en in 1795 waren ze ook in Den Haag. Er werd een verklaring uitgegeven die gelijkberechtiging van alle burgers der Republiek inhield, die men vanuit Den Haag echter weer trachtte terug te schroeven. Uiteindelijk wonnen de vooruitstrevende krachten dit pleit.

### Economie
Na de troebelen van de vele oorlogen kwam nu de status van wingewest. Dit bracht hoge belastingen met zich mee. De linnen- en lakennijverheid liep klappen op, omdat de vaklieden en de fabrikanten waren weggetrokken, onder meer naar Haarlem. Enkel de tabaksindustrie bloeide enigszins.
Later vervulden de Hollandse textielbazen de rol van commissionair: de Brabanders verrichtten werkzaamheden voor deze opdrachtgevers in de vorm van huisnijverheid.
Geleidelijk aan verschenen er ook fabriekjes in Eindhoven. In 1800 vinden we er: 9 linnen-, 4 katoenen- en 2 wollenstoffenfabriekjes, 8 gemengde stoffenfabrieken, 10 textielververijen, 8 leerlooierijen en 15 hoedenmakerijen.

## 1814-1920

### Economie
Eindhoven telde fabrieken voor onder meer margarine, azijn, paraplu's, cichorei, hoeden, petten, strohulzen, chocolade, draadnagels, knopen, waskaarsen, zout, bier, en papierverwerking. Vooral langs de Dommel waren aanvankelijk veel fabrieken gevestigd. Ook langs het Eindhovens Kanaal ontstond veel industrie.

#### Hoeden
Eindhoven was een centrum van hoedenfabricage. In 1816 waren er 20 fabrieken die werk boden aan 175 mensen.

#### Textiel
De linnenindustrie ondervond concurrentie van katoenen stoffen, en een aantal fabrikanten gingen over op dit product. In 1819 werd daartoe de eerste stoommachine van Noord-Brabant geïntroduceerd bij de textielfabriek van J.H. Smits & Zonen, die toen de grootste fabriek was, naast een 14-tal andere.

#### Tabak en sigaren
De tabaksindustrie bestond vooral uit snuifbereiderijen die vooral de Zuidelijke Nederlanden als afzetgebied hadden. De Belgische opstand van 1830 benadeelde deze industrie. Er waren 12 tabaksfabrikanten. De opstand bracht ook troepenbewegingen met zich mee, en even dreigde in 1831 nog een inval van Belgische troepen.
Vanaf 1855 kwam de sigarenindustrie op, te beginnen met Mignot & De Block, dat vele decennia later is overgenomen door Philip Morris. In 1861 waren er 15 sigarenfabrieken. Het bekendste sigarenmerk was lange tijd Karel I, waarvan Henri van Abbe directeur is geweest. Ook de houtindustrie deed haar intrede, aanvankelijk als toeleverancier voor de sigarenindustrie. Een voorbeeld daarvan was Picus. Daarnaast was De Rietvink een bekende meubelfabriek.

#### Grafische industrie en houtverwerking
Iedere plaats van enige omvang kent een aantal drukkerijen. Een bijzonderheid van Eindhoven was dat deze drukkerijen soms in dienst stonden van de sigarenindustrie.
- Drukkerij Vrijdag werd opgericht in 1905 door Chris Schäfer en Louis Vrijdag. Het bedrijf had in 1910 slechts zes mensen in dienst. Ze groeide echter uit tot een bedrijf van 120 mensen in 2005. Ter gelegenheid van het 100-jarig jubileum kreeg ze het predicaat Koninklijke. De drukkerij was gevestigd in de Gagelstraat. In 1952 werd een nieuw pand aan de Limburglaan geopend, dat voorzien was van een fraai reliëf van de hand van Hugo Brouwer. Het bedrijf is meermalen van naam veranderd, waaronder Verenigde Drukkerij Eindhoven (VDE). De naam Drukkerij Vrijdag werd pas in 1947 aangenomen. Het bedrijf maakte en maakt etiketten voor de voedings- en genotmiddelenindustrie. Peter-Louis Vrijdag was de initiatiefnemer van het in 2001 geopende Nederlands Steendrukmuseum te Valkenswaard.
- Steendrukkerij Gestel en Zoon bevond zich eerst aan de Vestdijk en later aan de Kleine Berg 28. Het bedrijf werd gesticht in 1880 door Dirk Gestel en maakte met behulp van lithografie sigarenbandjes en etiketten. In 1884 behoorde ook Vincent van Gogh tot de klandizie.[bron?] Het bedrijf vierde in 2005 zijn 125-jarig bestaan en is tegenwoordig gevestigd aan de Hurksestraat in een modern pand onder de naam Gestel Printing Company BV.
- Houtindustrie Picus werd opgericht in 1883 en produceerde aanvankelijk sigarenkistjes.

#### Lucifers
Vanaf 1870 ontstonden ook luciferfabrieken, waarvan Mennen & Keunen veruit de grootste was met 1.200 arbeiders rond 1900.

#### Energie
De eerste gasfabriek in Eindhoven werd geopend in 1858. Het was oorspronkelijk een particuliere fabriek van Drossaerts & Loeff, die aan de Paradijslaan stond. In 1898 werd het bedrijf door de Gemeente overgenomen. In 1900 werd een nieuwe gasfabriek gebouwd aan de Nachtegaallaan en de kop van het Eindhovens Kanaal. Dit complex is geleidelijk uitgebreid, hoewel de gasfabriek met de komst van het aardgas verdween. Er waren imposante gashouders te vinden, waarvan de grootste, met een hoogte van 84 meter en voorzien van Persil-reclame, in 1931 werd gebouwd. Ze was bedoeld voor de opslag van mijngas, dat met een pijpleiding werd aangevoerd. Deze houder is in 1941 bij vergissing getroffen door een Engelse bom. In 1992 opende op deze locatie het hoofdkantoor van de Nutsbedrijven Regio Eindhoven (NRE). Vanaf 1911 konden de industriële bedrijven elektriciteit betrekken van het particulier net van de Peelcentrale, dat werd gevoed door een elektriciteitsopwekker op het nutsbedrijvencomplex. In 1914 ging deze centrale failliet en kwam het elektriciteitsnet in handen van de PNEM. Op het terrein aan de Nachtegaallaan zijn nog industriële monumenten uit 1899/1900 te vinden, ontworpen door Louis Kooken.

#### Leder
Aan de Dommel hebben ook twee leerlooierijen gelegen, en wel:
- Leerlooierij Keunen, opgericht in 1828 door Henri Keunen, uit een geslacht van 17e-eeuwse schepenen uit Bergeijk. De Stoomleerlooierij Gebr. Keunen lag aan het huidige Stratumseind, niet ver van de Plekhoek. Het was een vrij grote fabriek met een nathuis van vier verdiepingen. Deze is gebouwd in 1859, maar later is het bedrijf meerdere keren uitgebreid. Het gebouw is gesloopt in 1955. In 1906 voerde het bedrijf als één der eerste in Nederland het chroomlederprocedé in, dat het plantaardig looien verving.
- Leerlooierij Bernard Verhagen, opgericht in 1882, die heeft bestaan tot 1949. Bernard Verhagen was afkomstig uit Sint-Michielsgestel.
- Ook in Woensel heeft een leerlooierij bestaan, namelijk de Woenselsche Lederfabriek Eduard Vosters & Zn. aan de Broekseweg. In 1918 was deze nog werkzaam.

#### Zeep
Van belang was ook Zeepfabriek 'De Lelie' van de familie Redelé. Charles Redelé begon in 1847 een zeepziederij aan de Kanaalstraat. Tot het productengamma behoorde onder meer Verbeterde melkzeep. In 1899 werd een fabriek aan de Tramstraat gebouwd, die in 1969 gesloten werd. De Franse lelie, die het pand ooit sierde, is thans ingemetseld bij supermarkt Jan Linders.

#### Philips
In 1891 kwam met Philips een geheel nieuw type industrie naar Eindhoven. De gloeilampenfabricage eiste niet alleen veel arbeidskracht maar ook een hoger opleidingsniveau.

### Transport
De Zuid-Willemsvaart, die in 1826 gereed kwam, liep door het dal van de Aa en niet door dat van de Dommel, zoals Eindhoven wilde. De aanleg op eigen kosten van het Eindhovens Kanaal, dat in 1846 gereed kwam, bracht uiteindelijk toch een scheepvaartverbinding tot stand.
In 1866 kreeg Eindhoven een station en werd geleidelijk aan een spoorwegknooppunt. De eerste lijn liep naar Boxtel, in 1870 kwam de verbinding met Utrecht gereed en in 1877 die met Rotterdam. Voorts werd in 1866 een lijn naar Hasselt geopend, evenals de lijn naar Venlo. Een verbinding naar Weert was er echter nog niet, en de IJzeren Rijn, de verbinding van Antwerpen, kwam ten zuiden van Eindhoven te lopen. De verbinding van Eindhoven met Weert kwam pas in 1913 gereed. Dit vereiste een ingrijpende uitbreiding van het emplacement en het station.
In 1888 kwam een paardentram naar Geldrop gereed, die in 1906 door een stoomtram werd vervangen. In 1897 kwamen tramlijnen naar  Reusel en naar Veghel in gebruik. In 1899 kwam er bovendien een rechtstreekse tramverbinding met 's-Hertogenbosch.

### Onderwijs
In 1878 werd de Latijnse School, die voortgekomen was uit het Kapittel van Sint-Catharina en die meer dan 450 jaar had bestaan, gesloten. Ze werd in 1898 vervangen door het Augustinianum, dat een gymnasium was. Daarnaast kende men de Franse School, die in 1795 was gesticht door Hermanus Boex en die bedoeld was als pensionaat voor welgestelde leerlingen.
In 1901 werd een ambachtsschool opgericht, terwijl in 1909 een gemeentelijke HBS ontstond. In 1917 en 1918 volgden het Sint-Joriscollege en het Sint-Catharinalyceum.

## 1920-1940

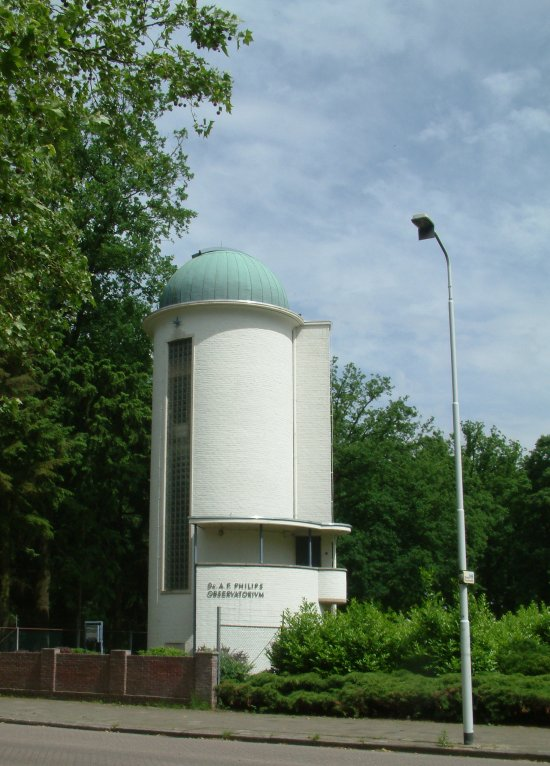
Dr. A.F. Philips Observatorium

Het jaar 1920 werd gekenmerkt door de annexatie van de vijf randgemeenten Strijp, Gestel en Blaarthem, Stratum, Tongelre en Woensel waardoor de gemeente Eindhoven ineens veel groter was geworden, vooral qua oppervlakte (84 maal zo groot, van 75 tot 6300 ha) maar ook qua  inwoneraantal (zeven maal zo groot, van 6.500 naar 46.000). Men sprak sindsdien van Groot-Eindhoven. Hoewel de meeste dorpen een eigen centrum hadden en hebben, kenmerkten ze zich in het algemeen door lange straten met lintbebouwing. De zich uitbreidende stad had dan ook aanvankelijk de vorm van een spin met de oude kern Eindhoven in het midden. Tussen de dorpen onderling waren nauwelijks verbindingswegen. Ook moest er bestuurlijke eenheid komen. Woningen, scholen en andere voorzieningen moesten worden gebouwd, stadsverlichting en riolering moesten worden aangelegd dan wel uitgebreid. In dit alles voorzag het Algemene Uitbreidingsplan (AUP), waarin ook al sprake was van een hoogspoor en een ringweg.
Ook stedelijke voorzieningen kwamen tot stand. Zo werden er ziekenhuizen gesticht, namelijk het Sint-Josephziekenhuis aan de Aalsterweg te Stratum (1932), dat begin jaren 90 van de 20e eeuw verhuisd is naar Veldhoven en nu onderdeel is van het Máxima Medisch Centrum; het Diaconessenziekenhuis (1933); het Binnenziekenhuis of Binnengasthuis, dat reeds bestond als Rooms Katholiek ziekenhuis vanaf 1843. Verder ontwikkelde men onder meer het Sportfondsenbad 1935, het Stadswandelpark, het Van Abbemuseum (1936) en het Dr. A.F. Philips Observatorium (1937). Op 1 januari 1940 had Eindhoven al 113.126 inwoners.

### Economie
Het tijdvak na 1920 werd gekenmerkt door de reusachtige groei van het Philipsconcern, die vooral plaatsvond op Eindhovens grondgebied. Van 1916 tot 1920 steeg het aantal medewerkers al van 3700 tot 6725, en er werden nieuwe woonwijken gebouwd zoals Philipsdorp (1910-1923), Woensel-West (omstreeks 1923) en Drents Dorp (1931). Veel bewoners kwamen uit Drenthe, waar men veel medewerkers vandaan haalde, aangezien men in de omgeving nauwelijks meer arbeidskrachten kon vinden voor de zich ontwikkelende industrie: in 1927 kwam het eerste radiotoestel op de markt. In 1929 waren er 20.000 werknemers bij Philips. In dat jaar kwam het Philips' Ontspanningscentrum (POC) gereed. Ook de fabrieken ontwikkelden zich langs de Emmasingel, culminerend in de bouw van de Lichttoren (1921). Ook verrezen in deze tijd en de daaropvolgende jaren de gebouwen op het Complex Strijp (het huidige Strijp-S). Na de crisisjaren in de eerste helft van de jaren 30 telde Philips in 1937 alweer 19.500 werknemers.
De Eindhovensche Drukkerij is ontstaan nadat Philips de Drukkerij Schäfer & Co. in 1920 had overgenomen. Tot 1955 was ze gevestigd in de Glaslaan, waarna ze in 1955 verhuisde naar een modern pand aan de Cederlaan. De Philipsdrukkerij ging uiteindelijk, na ingrijpende reorganisaties bij het moederbedrijf, zelfstandig voort onder de naam Eindhoven Druk en later als Eindhoven Packaging als eigendom van de Belgische firma Van Genechten.
Naast Philips kende men ook nu nog de sigaren-, textiel-, houtbewerkings, lucifer- en leerbewerkingsindustrie. Sommige van deze fabrieken sloten, anderen gingen samen, en grotere eenheden ontstonden.
Van belang was ook de oprichting in 1928 van Hub. van Doorne's Machinefabriek, dat zich zou ontwikkelen tot DAF. Vooralsnog fabriceerde het bedrijf aanhangwagens en opleggers op een locatie in de wijk Tuindorp, om pas in 1950 met de productie van vrachtauto's te beginnen in een nieuw complex aan de Geldropseweg.

### Verkeer en vervoer
De spoorwegovergang vormde een geweldige hindernis, want de overweg was vaker gesloten dan open. In 1923 werd daarom een voetbrug aangelegd. Reeds in 1920 sprak men over de aanleg van een verhoogd spoor. Het Beatrixkanaal werd aangelegd in de periode 1930-1940.
Het burgervliegveld Welschap werd aangelegd in 1932. Philips had hier een eigen luchtvaartbedrijf: De Philips Luchtvaartdienst (PLD). In 1939 werd het vliegveld gevorderd, eerst door het Nederlandse leger, later door de bezetter. Ook na de Bevrijding is het vliegveld militair gebleven onder de naam Vliegbasis Welschap, terwijl het burgerluchtvaartbedrijf aanleiding gaf tot de ontwikkeling tot regionale luchthaven, tegenwoordig Eindhoven Airport geheten.
In 1928-1929 werden de Gender en de Stadsgracht of Vest gedempt. Zo ontstonden de verkeerswegen Vestdijk en Emmasingel en kon het verkeer in een kleine ring om het Eindhovense centrum gaan.

## 1940-1944
Op 12 mei 1940 werd Eindhoven bezet. In 1941 begon de bezetter werklozen naar Duitsland af te voeren voor tewerkstelling. De Joodse medewerkers moesten worden ontslagen. De eerste deportaties van Joden, die in Eindhoven de grootste Joodse gemeenschap van Noord-Brabant vormden, vonden plaats in 1942. Philips zette hen aan het werk bij het Speciale Opdrachten Bureau (SOBU) waar ze oorlogsproductiewerkzaamheden verrichtten. Zo trachtte Philips ze voor de bezetter onmisbaar te maken en te behouden. In 1943 werden deze 80 mensen niettemin naar kamp Vught gebracht. In totaal waren daar 500 Joden. Hoewel zij daar nog steeds oorlogsproductie maakten, probeerden de nazi's hen toch te deporteren, hetgeen uiteindelijk in het holst van de nacht van 2 op 3 juni 1944, enkele dagen voor D-day en enkele maanden voor de Bevrijding, gebeurde. 500 mensen werden afgevoerd en velen van hen werden vermoord. De synagoge aan de Kerkstraat uit 1866 werd geplunderd en vernield. Enkele honderden Eindhovense Joden overleefden de oorlog niet: De Joodse gemeenschap liep terug van ongeveer 430 in 1940 tot ongeveer 210 in 1950.
Op 3 maart 1941 vond een bombardement plaats waarbij de grootste Eindhovense gashouder verloren ging.
In 1941 was er een spontane betoging ter gelegenheid van het 50-jarig bestaan van Philips, die niet door de nazi's werd getolereerd. Allerlei geheime radiootjes verlieten de Philips-poorten. Op 1 februari 1942 werd Hub Pulles als NSB-burgemeester benoemd.
In deze oorlogsperiode werd door de Duitse bezetter het Beatrixkamp gebouwd als Siedlung a.d. Oirschotse Dijk. De naam Beatrixkamp kreeg het pas na de bevrijding.
Op 6 december 1942, tijdens het Sinterklaasbombardement, bombardeerde No. 21 Squadron van de RAF de Philipsfabrieken, waarbij ook de Demer en Fellenoord werden verwoest. 7 Duitse soldaten en ongeveer 140 mensen kwamen om. Ook op 30 maart 1943 was er een Brits bombardement, waarbij 25 doden vielen. Op 3 mei was er een proteststaking tegen de bezetter, waarbij vier Philipsmedewerkers en een medewerker van Mignot & de Block op het Philipsterrein werden doodgeschoten door de nazi's.
Op 15 augustus 1944 was er een geallieerd bombardement op Welschap, waarbij ook de omgeving van de Sint-Trudokerk te Strijp schade opliep. Vervolgens vond op 17 september 1944 de luchtlanding bij Son plaats, van waaruit op 18 september 1944 ook Eindhoven werd bevrijd.
Hierover dichtte Anthonie Donker:
Twee stedennamen springen open,

als bloesemknoppen in het licht,

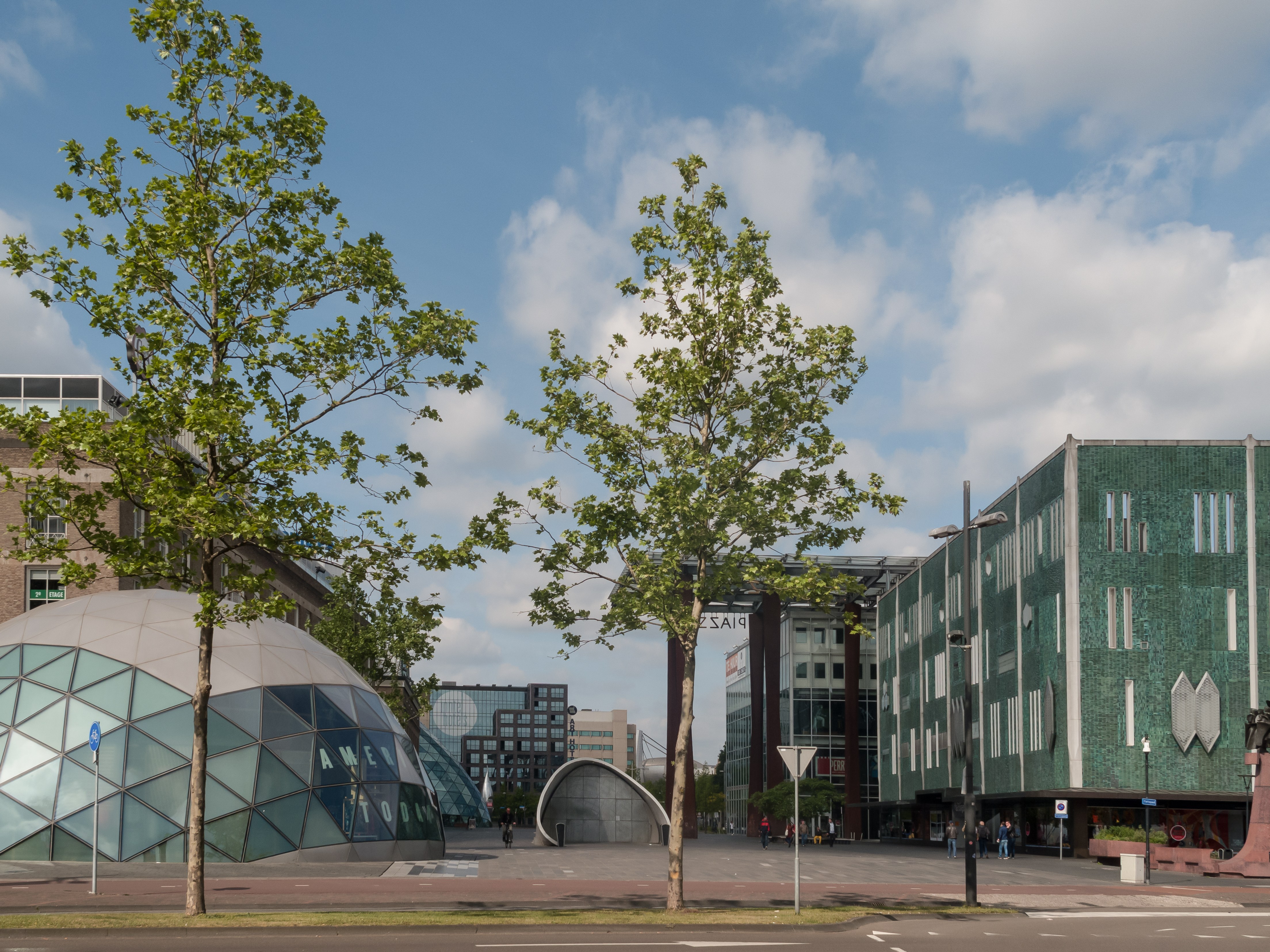
Straatzicht 18 Septemberplein-Vestdijk-Stationsplein

twee namen - daarin brandt ons hopen

dat zijn Eindhoven en Maastricht

Reeds rijst daarin een andere klank

Twee steden zijn weer vrij - goddank
Nog was het leed niet geleden, want op 19 september 1944 bombardeerden de Duitsers de stad, waarbij 227 doden vielen. Dit was ter ondersteuning van een tankeenheid uit Nuenen die probeerde naar Eindhoven te komen maar niet over de Willem Hikspoorsbrug heen durfde. Nog wat later in het jaar kwamen er enkele V1's in Eindhoven neer, en op 1 januari 1945 bombardeerden de Duitsers Eindhoven en ook het hoofdkwartier van Bernard Montgomery te Mierlo. Daarna begon voor de stad, die nu 130.000 inwoners telde, een nieuw tijdvak. Overigens was Eindhoven gedurende korte tijd een provisorische hoofdstad van (bevrijd) Nederland, totdat ook de Randstad weer zou zijn bevrijd.

## 1945-heden
In 1946 kwam er een Wederopbouwplan. Reeds in 1942 had Jan van der Laan grootse cityplannen uitgewerkt met grote kantoren, verkeerswegen door het centrum, en sloop van 800 woningen. Later werd dit plan teruggeschroefd, gezien de hoge kosten ervan. Uiteindelijk werd de Demer, een winkelstraat, vanaf 1950-1956 herbouwd naar de denkbeelden van de Delftse School van architecten, die een zekere kleinschaligheid voorstond. Voor de historische stadskern had deze school, evenmin als de Modernisten, geen respect. Er werd veel gesloopt en verkeersdoorbraken werden niet geschuwd. Het 18 Septemberplein tussen het centrum en het spoor was lange tijd een kale vlakte.
De Hermanus Boexstraat, een andere winkelstraat in het gebombardeerde gebied, werd gebouwd van 1956-1959. Hier overheerste de modernistische aanpak. Het oude stadhuis van Eindhoven, een der eerste niet-kerkelijke neogotische gebouwen in Nederland (1868) werd in 1967 gesloopt, ondanks protesten. Het nieuwe stadhuis, uit 1969, was van Jan van der Laan. Hierna werd deze architect vervangen door de verkeersdeskundige Feuchtingen, dezelfde die Hoog Catharijne in Utrecht heeft ontworpen en die daar de gordel van vestingparken om de binnenstad wilde vervangen door autosnelwegen. Hij heeft bewerkstelligd dat Fellenoord een groot verkeersplein werd. Zodoende is er nooit een echte verbinding tussen Eindhoven ten noorden en ten zuiden van het spoor tot stand gekomen.
In 1956 werd het besluit genomen om de Technische Hogeschool Eindhoven op te richten. Deze werd gebouwd op een braakliggend en moerassig terrein, waardoor de Dommel stroomde. Dit lag vlak bij het centrum. Er was daar in het verleden veel industrieel afval gestort, evenals het puin dat was ontstaan bij de bombardementen.
Eind jaren 60 was het Eindhovens winkelcentrum, de vroegere historische binnenstad, goeddeels autovrij. Verblokkering begon op te treden, met name door de hoge huurprijzen die enkel nog door filiaalbedrijven met grote omzet konden worden opgebracht. Het Binnenziekenhuis werd vervangen door het Catharina Ziekenhuis te Woensel, dat in 1973 gereed kwam. Het daardoor ontstane gat en nog een veel grotere oppervlakte wilde men aanvankelijk op modernistische wijze invullen, waarvoor architectenbureau Van de Broek en Bakema het zogeheten cityplan ontwierp. Dit voorzag in de aansluiting van het centrum op grote stadssnelwegen, de aanleg van een parkeergarage onder de binnenstad, de bouw van een betonnen gebouw dat honderden meters lang zou worden en dat winkels, woningen en kantoren zou herbergen. Het gehele stadsgebied ten oosten van de Sint-Catharinakerk zou er voor moeten worden gesloopt, inclusief de historische Villa Ravensdonk en het Stratumseind, de uitgaansstraat die nog diverse historische panden kent en een historisch tracé volgt. Ook de Markt zou verdwijnen. Dit plan toonde geen medeleven ten aanzien van het verleden van de stad, zelfs het bodemarchief zou voorgoed worden vernietigd. De genoemde architecten bleken zich zelfs niet de geringste kennis van de Eindhovense geschiedenis eigen te hebben gemaakt. In 1974 was het Cityplan, dankzij een koninklijk besluit, definitief van de baan. In plaats hiervan werd de Heuvel Galerie gebouwd, een overdekt winkelcentrum waarin zich het muziekcentrum Frits Philips bevindt. Dit bouwwerk kwam gereed in 1992. Ondanks de sloop van enkele 17e-eeuwse gebouwen, werd een drietal panden aan de oostzijde van de Markt behouden en gerestaureerd, waardoor deze zijde van de Markt, met haar terrassen, een levendige aanblik ging bieden.

### Groei
Na de Tweede Wereldoorlog breidde Eindhoven zich met name in noordelijke richting uit, en Woensel werd één grote nieuwbouwwijk. Van de oorspronkelijke infrastructuur bleef, afgezien van de buurtschap Vlokhoven en de omgeving van de Woenselse Markt, weinig meer over. Met name de kilometers lange Woenselsestraat, voorzien van lintbebouwing, en de buurtschap "Broek", het oude hart van het dorp Woensel, werd door stadsautowegen gedeeld en geleidelijk gesloopt. Van deze wegen waren de John F. Kennedylaan en de Veldmaarschalk Montgomerylaan het belangrijkste. De eerste was een uitvalsweg naar het noorden met vele ongelijkvloerse kruisingen, en de tweede verbond het centrum met Winkelcentrum Woensel, een groot stadsdeelcentrum dat geopend werd in 1971. Eindhoven moest de stad van de auto worden, terwijl de brede middenbermen van de vierstrookswegen (voor autoverkeer) voorzien waren voor de transrapid, een individueel openbaar-vervoerssysteem met kleine programmeerbare wagentjes, dat er nooit is gekomen.
In dit uitgestrekte woongebied bevindt zich het Henri Dunantpark, terwijl het gebied langs de Dommel en de omgeving van Bokt landelijk zijn gebleven.
Uiteindelijk bereikte de Woenselse nieuwbouw de Randweg en de noordelijke grens van de gemeente. Ten noorden hiervan verrees het Bedrijventerrein Ekkersrijt op het grondgebied van Son en Breugel. Naar het westen toe breidde niet alleen Philips uit, maar werden grote woonwijken aangelegd, zoals de Genderbeemd, die zich eveneens tot aan de gemeentegrens uitstrekten en aansloten op de woonwijken en bedrijventerreinen van Veldhoven. Vervolgens begon men in 1999 met de bouw van de woonwijk Meerhoven, waartoe een deel van Veldhoven werd geannexeerd. Hier verschenen bedrijventerreinen die gelieerd waren aan het nabijgelegen vliegveld Eindhoven Airport.
Aan het eind van de 20e eeuw passeerde Eindhoven de grens van 200.000 inwoners. De gemeente verwelkomde haar 225.000e inwoner op 24 november 2015. Het aantal inwoners is met 46.767 personen gestegen van 196.963 in 1995 tot 243.730 in 2023 (dat is 24%). 

### Economie
In de jaren na de Tweede Wereldoorlog verdween de traditionele industrie goeddeels uit Eindhoven. Van de textielindustrie restte de katoenweverij van Leo Schellens aan de Vestdijk. De tabaksindustrie verdween in 1971 met de brand in de Karel I Sigarenfabrieken, het vertrek van Mignot & De Block naar Bergen op Zoom en de sloop van deze fabriek in 1982. De luciferfabricage stopte in 1979 en de grootste houtverwerkende industrie, Picus, ging failliet in 1993.
De DAF-fabrieken begonnen in 1950 in een nieuw complex aan de Geldropseweg met de bouw van vrachtauto's. Na jaren van expansie, waarbij ook personenauto's werden geproduceerd, ging het bedrijf in 1993 failliet. Het bedrijf slaagde erin een doorstart te maken.
De terugtrekking van Philips uit Eindhoven heeft ontegenzeggelijk effect gehad in de stad. Hoewel Philips Lighting en Philips Research in Eindhoven bleven, kwamen reusachtige complexen leeg te staan evenals het emblematische Evoluon, dat in 1989 de poorten sloot.
Uit dit alles zou men de conclusie trekken dat de regio Eindhoven een economisch noodgebied zou zijn. Dit is niet waar gebleken, omdat tal van nieuwe bedrijvigheid opkwam, waardoor Eindhoven een belangrijk en levendig technologisch centrum is gebleven. In 2007 werden herontwikkelingswerkzaamheden uitgevoerd aan de Lichttoren, terwijl eerder andere historische Philipsgebouwen, zoals het vroegere Hoofdkantoor en de Witte Dame, een nieuwe bestemming kregen. Voorts wordt het terrein Strijp-S, het grootste industriële complex van Philips, ontwikkeld tot een cultureel- en designcentrum, een proces dat jaren zal duren. Vanaf 1999 verrijzen er ook hoogbouwprojecten in de binnenstad en daarbuiten.

### Verkeer en vervoer
De plannen voor een verhoogd spoor werden pas na de Tweede Wereldoorlog uitgevoerd en het hoogspoor werd in 1953 geopend.
In 1959 werd de spoorlijn tussen Eindhoven en Valkenswaard opgeheven. Een omleiding over Geldrop deed nog dienst tot 1973. In 1985 werd het spoor opgebroken.
De Eindhovense Rondweg werd in 1966 voltooid, maar het duurde nog jaren voor ze een complete vierstrooks autoweg werd. Tussen deze Ring en het centrum had men een kleine ring gepland, die vanaf de John F. Kennedylaan via een tunnel onder het spoorwegemplacement door, vervolgens het groengebied Lakerlopen doorsnijdend en via woonwijken in een wijde boog om het centrum heen zou komen. Van deze ring is slechts het westelijke deel voltooid. Het oostelijke deel bleek kostbaar, maar er zou een groengebied mee verloren gaan alsmede de rust in diverse woonwijken.
Daarnaast ontstond, buiten de stad, de Eindhovense Randweg. Er werden na de Tweede Wereldoorlog meerdere snelwegen aangelegd, zoals die naar Tilburg (1961-1966) en de toenmalige Europaweg 3(E3), de huidige A67 (1963-1968), ten zuiden van Eindhoven, die Lissabon met Stockholm zou gaan verbinden maar vooral een snelle verbinding bood tussen Antwerpen en het Ruhrgebied. Deze werd door het natuurgebied Groote Heide aangelegd. Ook de autoweg naar Weert werd geleidelijk tot snelweg omgebouwd (1965). Een verbindingsweg tussen een aantal van deze snelwegen kwam tot stand via de westelijke randweg Poot van Metz, die in 1969 werd geopend en waartoe het natuurgebied De Hogt goeddeels werd opgeofferd. Geleidelijk aan werden de snelwegen verder vervolledigd en ze werden ook steeds drukker. In 1977 kwam de noordelijke uitvalsweg gereed, die de Eindhovense John F. Kennedylaan met de randweg verbond. In 1996 kwam de ombouw van het traject Eindhoven-'s-Hertogenbosch tot autosnelweg gereed. Bijzonder waren de viaducten in terre-armée, een in Frankrijk ontwikkelde techniek. Vervolgens werd in 2006 een snelweg naar Oss geopend. Ook begon men toen met de uitbreiding van het aantal rijstroken van de westelijke randwegen.
Er zijn daarnaast tal van plannen geweest om een oostelijke randweg aan te leggen, wat begon met het voornemen om het tracé van de toenmalige E9 door de Strabrechtse Heide te voeren. Dit plan is tegengehouden, mede gezien het doorkruisen en het aantasten van waardevol natuurgebied. Vervolgens kwamen voorstellen voor de zogeheten Ruit om Eindhoven. Deze weg werd gepland door diverse natuur- en stiltegebieden doorsnijden, waaronder het Dommeldal. Ook hiertegen bestond weerzin. De plannen hiervoor werden in 2006 afgeblazen en in 2007 neigde men naar de aanleg van de zogenaamde Grote Ruit, die veel noordelijker en oostelijker zou komen en minder schade aan de natuur zou berokkenen.
Ondertussen werd in stilte dwars door Eindhoven een doorgaande fietsroute aangelegd, die de Genneper Parken geleidelijk aan met Woensel zou gaan verbinden. In 2006 werd het tracé over de campus van de Technische Universiteit Eindhoven geopend, terwijl in 2007 gewerkt werd aan het tracé in de Nachtegaallaan.

## Voetnoten
1. ↑  Het lijkt niet onwaarschijnlijk dat deze stadsbrand iets te maken had met de activiteiten van de heer van Rossum in hetzelfde jaar
2. ↑  Eindhoven verwelkomt de 225.000e inwoner in de stad, Studio040.nl